# Основы геополитики
«Основы геополитики: геополитическое будущее России» — важнейшая политическая работа консервативного философа Александра Дугина, изданная при поддержке Академии Генерального Штаба России в 1997 году. Труд оказал влияние на стратегическое видение части российской внешнеполитической и военной элиты и использовался в качестве учебника в Академии Генерального Штаба. Исследователи сравнивают «Основы геополитики» с «Государем» Никколо Макиавелли по степени политической откровенности.
Дугин называл генерал-лейтенанта Николая Клокотова в качестве соавтора своей книги, однако тот отвергал это утверждение. Также в подготовке труда участвовал генерал-полковник Леонид Ивашов.
Основная идея книги — противостояние США и Советского Союза времён Холодной войны не было конфликтом двух идеологий, а являлось отражением перманентного противостояния континентальных сухопутных держав «Евразии» с цивилизацией «Атлантизма».
В книге, среди прочего, утверждается, что Украина как государство «не имеет геополитического смысла», в то же время она может существовать только как «санитарный кордон» между двумя цивилизационными центрами силы.